# Текистлатечки језици
Текистлатечки или чонталски језици су породица коју чине 3 језика којима говоре или су говорили Чонтали, староседеоци дела мексичке државе Оахаке. У неким класификацијама су део хипотетичке хоканске макро-породице језика.
Чонталским језицима је 2020. говорило 5.613 људи.

## Класификација
Текистлатечки или чонталски језици:
- Текистлатечки †
- Доњочонталски или уамелулски (2000. године је имао 1.060[3] говорника)
- Горњочонталски (2010. године је имао 4.394[4] говорника)

## Име
Иако већина аутора данас користи назив текистлатечки, који је заснован на неправилној изведеници наватланског (астечког) имена чонталског града Текисистлана (правилан облик од Текисистлан би био текисистечки). Сапир је оба термина користио наизменично.

## Веза са другим језицима
Текистлатечки језици су према неким класификацијама део хипотетичке хоканске макро-породице језика, док су према другим изолована породица језика. Кембел и Олтрог (1980) су изнели хипотезу да су текистлатечки језици сродни хикачкој породици, са којом, према овом предлогу, чине толатечку макро-породицу, али ова хипотеза није опште прихваћена.